# Ачинск

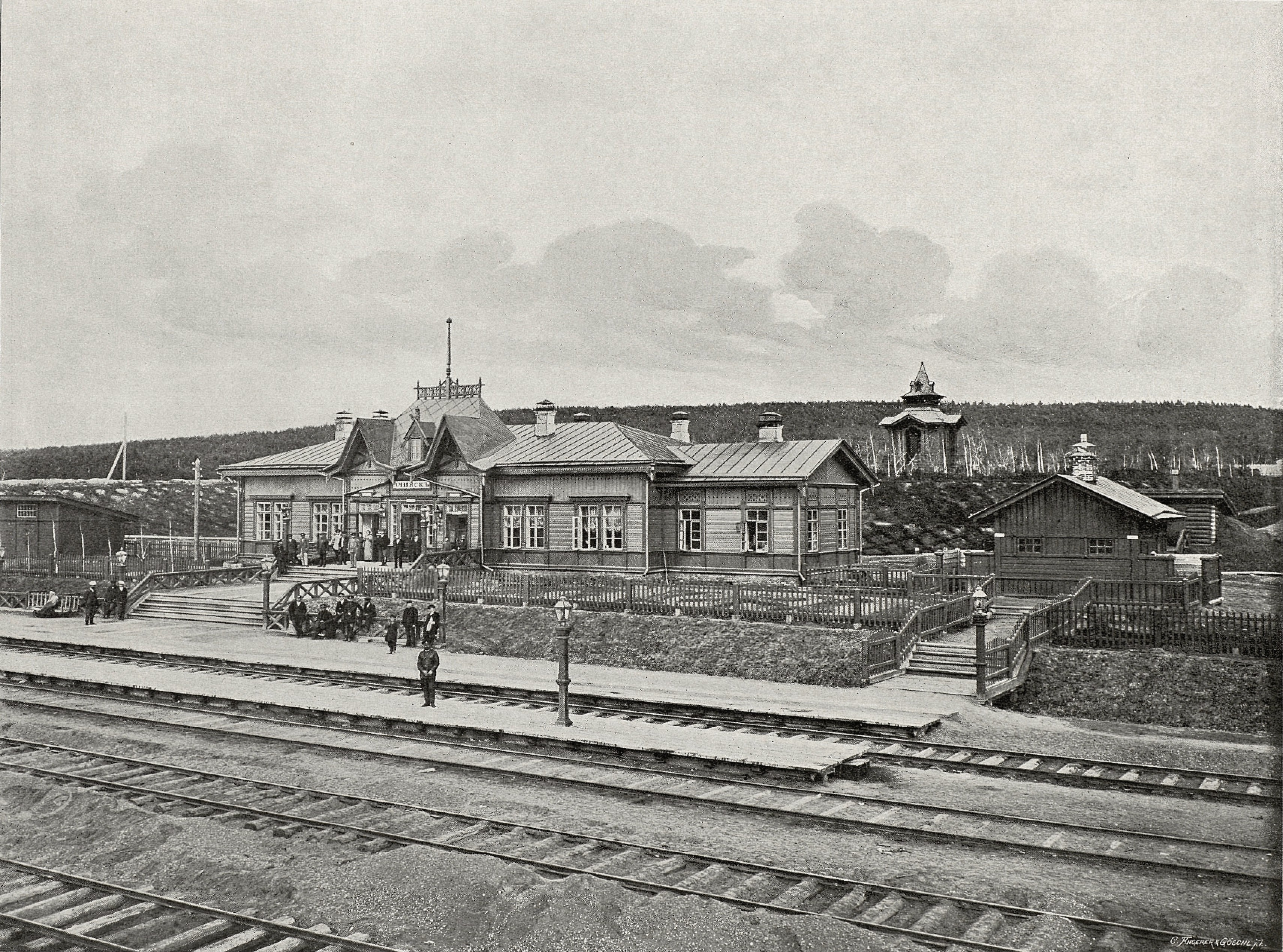
Ачинский вокзал, 1899

А́чинск — город в Красноярском крае России, административный центр Ачинского района и городского округа город Ачинск.
Третий по численности (99 048 чел. (2025) населённый пункт в крае после Красноярска и Норильска, и 171-й по численности населения в России.
Расположен в 170 км к западу от краевого центра города Красноярска, на северных отрогах хребта Арга, на правом берегу реки Чулым (правый приток Оби), при пересечении его с Транссибирской железнодорожной магистралью (станция Ачинск I).

## Этимология
Название города Ачинск восходит к тюркской родоплеменной группе ачи, ачиги (группа хакасов, которых также называют «ачинские татары»).

## История
Одно из древнейших поселений на территории Ачинского района позднепалеолитическая Ачинская стоянка (ок. 20 тыс. лет до н. э.), на которой найден жезл с множеством орнамента, который, возможно, представляет собой лунный календарь.
В 1604 году на берегу реки Томи казаки построили основной региональный форпост Томский острог, с задачей противостояния енисейским киргизам. Для защиты Томского уездного острога вокруг него строятся несколько казацких засек и защитных острогов.
Собственно Ачинский острог был заложен 8 сентября 1641 года тарским воеводой Я. О. Тухачевским на правом берегу реки Чулым между его притоками Ададым и Алдат, в районе нынешнего села Дорохово Назаровского района Красноярского края. В строительстве принимали участие томские и красноярские служилые люди. Получил своё название по имени проживавшего в тех местах племени ажыгов, родоплеменной группы хакасов, называвшихся также «ачинскими татарами».
После пожара, в 1683 году, острог перенесли на новое место: при впадении в Чулым речки Ачинки, в районе пересечения современных улиц Льва Толстого и Слободчикова. Острог начинался со строительства стен из высокого частокола четырёхугольной формы. По углам ставились сторожевые башни. Одна из них была оборудована под часовню. Первоначально население Ачинска состояло из гарнизона в пятнадцать казаков-годовальщиков, направляемых сюда томским воеводой. В 1710 году красноярский сын боярский И. Цицурин срубил новый деревянный острог на правом берегу реки Ачинки, у её впадения в Чулым. На этом месте теперь расположен Ачинский следственный изолятор.
В 1782 году острог стал уездным городом Томского разряда бывшего Сибирского царства. С 1804 года Ачинск получил статус окружного города сначала Томской, а с 1822 года вновь образованной Енисейской губернии.
В XIX веке город имел важное значение для бурного экономического развития Сибири. Здесь действовал Московско-Сибирский гужевой тракт. Также при действии монополии Алтайско-Томского Царского горного округа на право маркировки сибирского золота, активно действовал «Обь-Енисейский канал» по транспортировке драгоценных металлов[прояснить] с енисейских приисков через реку Чулым на Томск и выше по Оби до Барнаула и далее на царские горные заводы.
Ачинск был также важным центром на пути ссылки политических преступников и южных малорусских областей Российской империи. Многие побывавшие здесь образованные люди внесли вклад в развитие города.

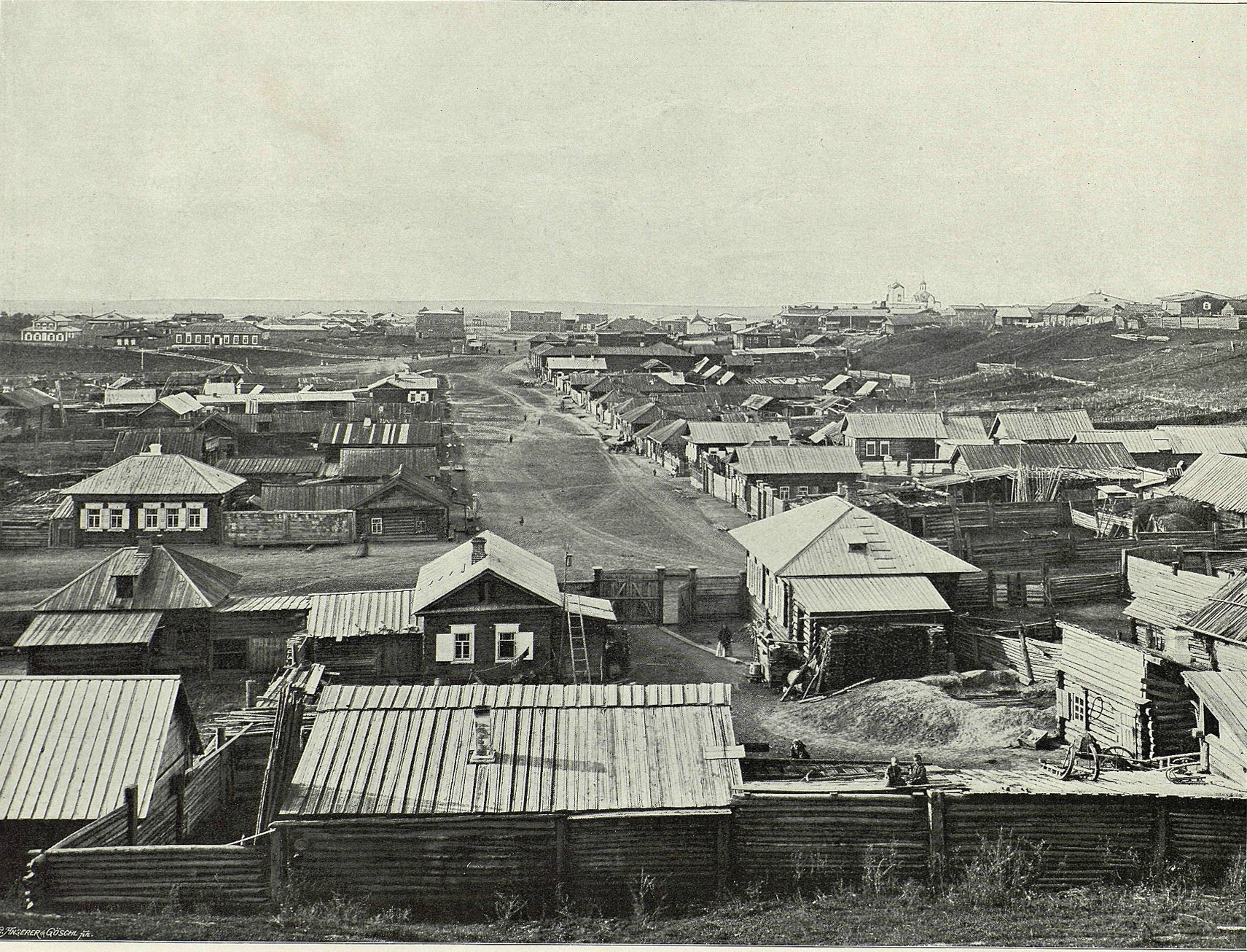
Общий вид Ачинска, 1899

В конце 19 века в Ачинске проживало свыше 5 тысяч человек, было более 500 домов, действовал гостиный двор, 4 церкви Томской православной епархии. Действовали небольшие заводы: салотопённый, два кожевенных, пивоваренный, пять кирпичных. По реке в город привозились мануфактурные товары, соль, крупа и др.
Во время Первой мировой войны в Ачинске был создан лагерь для военнопленных. Зимой 1915—1916 годах в лагере содержалось 2750 военнопленных.
В 1990 году Ачинск включён в официальный список городов России, имеющих историческую и культурную ценность всероссийского значения.
5 августа 2019 года, в 17:30, по причине возгорания начались взрывы на складе боеприпасов в деревне Каменка. Вечером того же дня жителей Ачинска и ближайших к Каменке населённых пунктов начали эвакуировать, большое количество эвакуировались сами, из-за этого дороги были переполнены и образовались пробки. Взрывы продолжались до 6 августа, на следующий день власти сообщили что взрывы прекратились, но уже 9 числа того же месяца взрывы повторились.
Пострадали 14 человек, 1 погиб.

## Символика

### Герб
Исторический герб Ачинска был утверждён в 1785 году, когда город входил в состав Тобольского наместничества.
Описание герба гласило: «В верхней половине щита герб Тобольский, внизу в красном поле лук и колчан для стрел, в знак того, что живущие в оном округе прежние обыватели Сибири употребляют сие орудие».
Герб символизировал принадлежность к Тобольской губернии.
Со временем изменились границы административных образований, и администрация города вышла с инициативой об изменении герба, её поддержал Геральдический Совет. В новом варианте осталось лишь изображение колчана, поскольку период становления города связан с охраной рубежей государства, борьбой за сохранение и выживание. Современный герб Ачинска разработан на основе исторического герба. Новый герб города был принят на сессии городского совета. Свой новый день рождения Ачинск отметил 18 июня 2006 года с новым гербом.

## Климат
- Среднегодовая температура воздуха: 0,8 °C
- Относительная влажность воздуха: 66,2 %
- Средняя скорость ветра: 4,0 м/с

| Показатель                                   | Янв.  | Фев.  | Март  | Апр.  | Май   | Июнь | Июль | Авг. | Сен. | Окт.  | Нояб. | Дек.  | Год   |
| -------------------------------------------- | ----- | ----- | ----- | ----- | ----- | ---- | ---- | ---- | ---- | ----- | ----- | ----- | ----- |
| Абсолютный максимум, °C                      | 4,8   | 6,0   | 16,5  | 28,1  | 34,8  | 35,3 | 37,2 | 34,1 | 31,0 | 24,2  | 13,8  | 6,1   | 37,2  |
| Средний суточный максимум, °C                | −11,9 | −10   | −4    | 3,1   | 14,8  | 20,6 | 24,1 | 21,0 | 12,3 | 3,8   | −5,6  | −10,5 | 4,9   |
| Средняя температура, °C                      | −15   | −13,6 | −8,5  | −1,2  | 9,8   | 15,7 | 19,1 | 16,1 | 8,5  | 1,0   | −8,7  | −14   | 0,8   |
| Средний суточный минимум, °C                 | −18,7 | −17,7 | −13,8 | −6,1  | 4,7   | 10,3 | 13,9 | 11,5 | 4,8  | −1,7  | −12   | −17,4 | −3,4  |
| Абсолютный минимум, °C                       | −59,9 | −45,4 | −42,1 | −27,9 | −19,2 | −3,8 | −0,5 | −2,8 | −10  | −34,1 | −45,8 | −48,3 | −59,9 |
| Норма осадков, мм                            | 19    | 11    | 14    | 28    | 37    | 65   | 65   | 69   | 49   | 41    | 34    | 28    | 460   |
| Источник: Метеостатистика Красноярского края |       |       |       |       |       |      |      |      |      |       |       |       |       |

## Население
| 1856     | 1897     | 1926     | 1931     | 1939     | 1959     | 1962     | 1967     | 1970     | 1973     | 1975     |
| -------- | -------- | -------- | -------- | -------- | -------- | -------- | -------- | -------- | -------- | -------- |
| 2300     | ↗7026    | ↗18 000  | ↗18 800  | ↗32 484  | ↗50 323  | ↗60 000  | ↗69 000  | ↗97 001  | ↗106 000 | ↗113 000 |
| 1976     | 1979     | 1982     | 1985     | 1986     | 1987     | 1989     | 1990     | 1991     | 1992     | 1993     |
| →113 000 | ↗116 854 | ↗118 000 | ↗120 000 | →120 000 | ↗121 000 | ↗121 572 | ↘121 000 | ↗122 000 | →122 000 | →122 000 |
| 1994     | 1995     | 1996     | 1997     | 1998     | 1999     | 2000     | 2001     | 2002     | 2003     | 2004     |
| →122 000 | →122 000 | →122 000 | ↗123 000 | →123 000 | ↘122 400 | ↘121 600 | ↘120 400 | ↘118 744 | ↘118 700 | ↘116 800 |
| 2005     | 2006     | 2007     | 2008     | 2009     | 2010     | 2011     | 2012     | 2013     | 2014     | 2015     |
| ↘115 500 | ↘112 700 | ↘111 600 | ↘110 800 | ↘110 336 | ↘109 155 | ↗109 200 | ↘108 312 | ↘107 583 | ↘106 502 | ↘106 029 |
| 2016     | 2017     | 2018     | 2020     | 2021     | 2023     | 2024     | 2025     |          |          |          |
| ↘105 364 | ↘105 264 | ↘105 259 | ↗105 531 | ↘100 621 | ↘99 925  | ↘99 665  | ↘99 048  |          |          |          |

На 1 января 2025 года по численности населения город находился на 172-м месте из 1124 городов Российской Федерации.
Показатели естественного движения населения
| Годы наблюдения                                 | 1999 | 2001 | 2003 | 2005 |
| ----------------------------------------------- | ---- | ---- | ---- | ---- |
| Число родившихся, на 1000 населения             | 8,3  | 9,9  | 10   | 10,5 |
| Число умерших, на 1000 населения                | 16   | 16,5 | 17,7 | 17,4 |
| Естественный прирост (убыль), на 1000 населения | −7,7 | −6,6 | −7,7 | −6,9 |

## Экономика
Крупнейшее предприятие города Ачинский глинозёмный комбинат, который принадлежит группе «Российский алюминий». Помимо этого, в городе работает ООО «Ачинский цементный завод», который также входит в «Базовый элемент» Олега Дерипаски — холдинг «Базэлцемент», использующий в качестве сырья отходы от производства глинозёма. Проектная мощность завода 2 миллиона тонн цемента в год. Тяжёлая индустрия в городе также представлена нефтеперерабатывающим заводом, который ранее принадлежал «ЮКОСу», в ходе его банкротства приобретён структурами, аффилированными с «Роснефтью», предприятиями по производству строительных материалов.
Одним из старейших предприятий города является ДПМК «Ачинская» (январь 1978 год). Основные виды деятельности: производство стройматериалов, дорожное, промышленное, жилищное строительства. На данный момент банкрот.
До 2005—2007 годов работали деревообрабатывающий, асфальтовый, механический, восковой, кирпичный, электроремонтный заводы. Была развита пищевая промышленность: молочный завод, мясокомбинат. Обувная, мебельная, кондитерская фабрики, слюдфабрика, кондитерско-макаронная, швейная, меховая фабрики, пивзавод были остановлены и затем ликвидированы, как и свинокомплекс «Малиновский» на 108 тыс.голов, племзавод «Ачинский» в посёлке Ключи, хлебоприёмный пункт, комбинат хлебопродуктов, «Стройиндустрия», отделение железной дороги и другие предприятия.

## Социальная инфраструктура
В городе Ачинске на 2006 год имеется 11 учреждений здравоохранения, 20 школ, 4 школы-интерната, 26 дошкольных образовательных учреждений, 5 образовательных учреждений начального профессионального образования, 7 образовательных учреждений среднего профессионального образования, 6 образовательных учреждений высшего профессионального образования, 2 специальные (коррекционные) образовательных школы-интерната, одно вечернее (сменное) общеобразовательное учреждение, 5 учреждений социального обеспечения.

## Транспорт

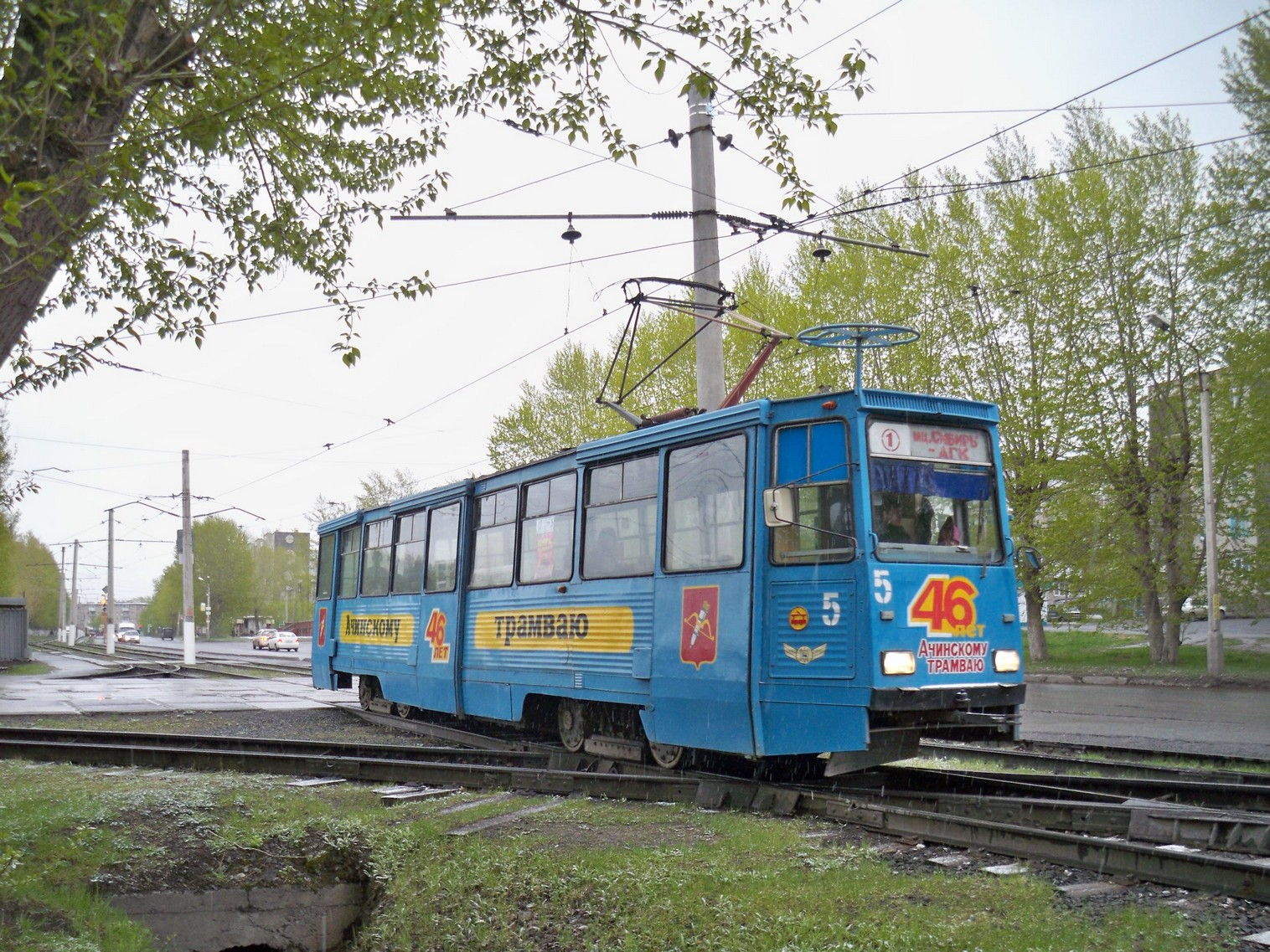
Трамвай КТМ-5 в Ачинске

В Ачинске действуют автобусы, трамваи. Имеется аэропорт.
Автобусы имеют 13 веток, затрагивающие весь город. Трамваи имеют только 3 ветки, и идёт только по главной дороге. 2 ветки идут до Ачинского глинозёмного комбината. Аэропорт на данный момент не работает.

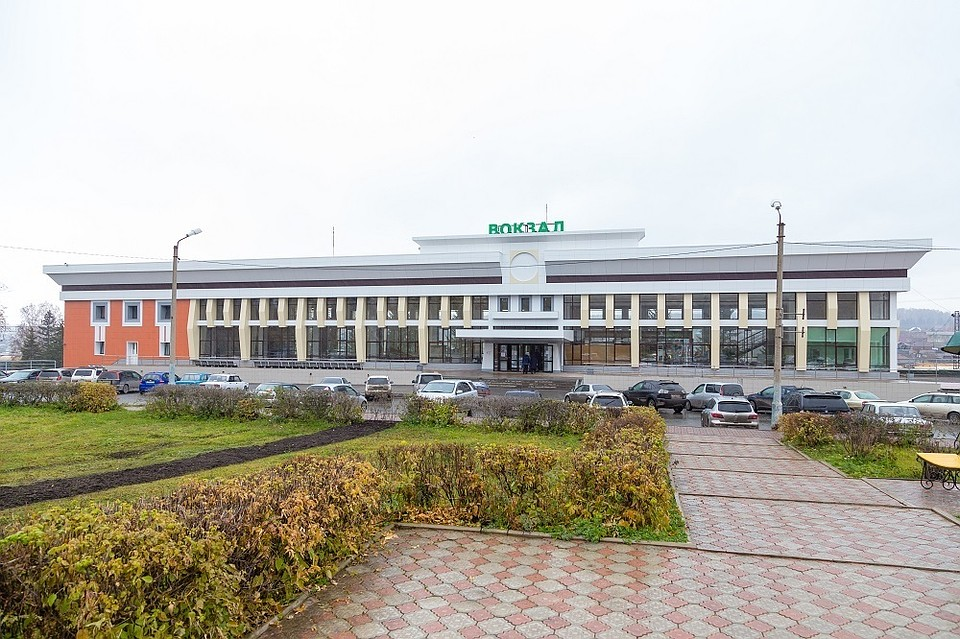
Железнодорожный вокзал Ачинск-1

## Культура
В городе работают:
- Ачинский драматический театр,
- Ачинский Краеведческий музей,
- Ачинский музейно-выставочный центр,
- Ачинский городской Дворец культуры,
- Кинотеатр «Эдем — Кинорай»,
- Молодёжный центр «Сибирь».

## Средства массовойинформации
Печатные СМИ представлены муниципальным органом «Ачинская газета», краевым изданием «Причулымский вестник», а также местными частными изданиями: «Новая Причулымка» и "Город «А». Выпускается газета «Комсомольская правда».

### Радиостанции
| Частота, МГц | Название                       | Формат                       | Лицензия                   | Холдинг                                                        | RDS | Мощность |
| ------------ | ------------------------------ | ---------------------------- | -------------------------- | -------------------------------------------------------------- | --- | -------- |
| 88,0         | Радио ENERGY                   | Hot AC / CHR                 | [ООО 25 кадр]              | [ООО МедиаСеть]                                                | -   | 0,1 кВт  |
| 88,4         | Авторадио                      | Hot АС / Disco               | [ООО 25 кадр]              | [ООО МедиаСеть]                                                | -   | 0,1 кВт  |
| 88,8         | Европа Плюс                    | Hot AC / CHR                 | [ООО Радио 1]              | Медиа-холдинг «РекламовЪ»                                      | +   | 0,1 кВт  |
| 89,2         | Наше Радио                     | Russian Rock                 | [ООО Радио 1]              | [ООО Наше Радио] Медиа-холдинг «РекламовЪ»                     | +   | 0,5 кВт  |
| 89,6         | Вести FM                       | News / Talk                  | ФГУП ВГТРК ГТРК Красноярск | ВГТРК                                                          | -   | 1 кВт    |
| 90,0         | Love Radio                     | Hot AC / CHR                 | [ООО Радио 1]              | Медиа-холдинг «РекламовЪ»                                      | +   | 0,1 кВт  |
| 90,4         | Ретро FM                       | Russian CHR / Disco          | [ООО Радио 1]              | Медиа-холдинг «РекламовЪ»                                      | +   | 0,1 кВт  |
| 90,8         | Радио Маяк                     | News / Talk                  | ФГУП ВГТРК ГТРК Красноярск | ВГТРК                                                          | -   | 1 кВт    |
| 101,1        | Радио Дача                     | Russian CHR                  | [ООО 25 кадр]              | [ООО МедиаСеть]                                                | -   | 0,1 кВт  |
| 102,0        | Радио Искатель                 | Rock / Talk                  | [ООО Радио Сеть]           | —                                                              | -   | 0,4 кВт  |
| 102,5        | Радио Сибирь                   | Hot AC / CHR                 | [ООО РИТЭКС-радио]         | [ООО Ритэкс]                                                   | -   | 0,1 кВт  |
| 103,0        | Юмор FM                        | Russian CHR / Hot AC / Humor | [ООО Радио Сеть]           | [Радио Новый век - Ачинск] [ООО Медиа-корпорация Свежий ветер] | -   | 0,4 кВт  |
| 104,0        | Радио России / ГТРК Красноярск | News / Talk                  | ФГУП ВГТРК ГТРК Красноярск | ВГТРК                                                          | -   | 0,5 кВт  |
| 104,4        | Радио Рекорд                   | Pop / Dance                  | АО Студия Андрея Резникова | —                                                              | -   | 0,5 кВт  |
| 105,4        | Русское радио                  | Russian Pop                  | [ООО Радио Сеть]           | [ООО Юнитмедиа]                                                | -   | 0,1 кВт  |
| 106,5        | Comedy Radio                   | Hot AC / CHR / Humor         | [ООО Радио 1]              | Медиа-холдинг «РекламовЪ»                                      | +   | 1 кВт    |
| 107,0        | Дорожное радио                 | Russian CHR / Hot AC         | [ООО 25 кадр]              | [ООО МедиаСеть]                                                | -   | 0,1 кВт  |
| 107,4        | Хит FM                         | Hot AC / CHR                 | ООО Городской Телеканал    | —                                                              | -   | 1 кВт    |
| 107,9        | Жара FM                        | AC / CHR                     | [ООО Жара ФМ]              | Медиа-холдинг «РекламовЪ»                                      | +   | 0,1 кВт  |

### Телевидение
В Ачинске работают два местных телеканала:
- Ачинское телевидение (АТВ) — учредитель ООО «Городской телеканал», собственное программирование, вещание: 7 метровый эфирный канал[51], кабельные каналы, прямые эфиры новостей в соцсети;
- ОСА — учредитель ООО «РА», вещание: кабельные каналы (совместно с сетевым партнёром «Центр-Красноярск»), прямые эфиры новостей в соцсети;

### Цифровые эфирные каналы
все 20 каналов для мультиплекса РТРС-1 и РТРС-2; Пакет радиоканал, включает: Вести FМ, Радио Маяк, Радио России / ГТРК Красноярск.
- Пакет телеканалов РТРС-1 (телевизионный канал 46, частота 674 МГц), включает: Первый канал, Россия 1 / ГТРК Красноярск, Матч ТВ, НТВ, Пятый канал, Россия К, Россия 24 / ГТРК Красноярск, Карусель, ОТР / Енисей, ТВЦ.
- Пакет телеканалов РТРС-2 (телевизионный канал 38, частота 610 МГц), включает: РЕН ТВ, Спас, СТС, Домашний, ТВ3, Пятница!, Звезда, Мир, ТНТ, Муз-ТВ.

## Связь

### Мобильная связь
В Ачинске действуют 4 оператора сотовой связи — Tele2, Билайн, МТС, МегаФон. С 2009 года в городе работает сеть третьего поколения стандарта IMT-MC 450 и EV-DO (торговая марка Wellcom). С 2010 года в городе запущена сеть 3G (оператор «Билайн», «Мегафон», «МТС»). Со второй половины 2012 года бренд «ЕТК» перестал существовать. Компания ЗАО «Енисейтелеком» была куплена компанией ОАО «Ростелеком». С 2014 года в городе начинает свою работу пятый федеральный оператор Yota, который первым в городе открыл сети 4G LTE.

## Архитектура, достопримечательности

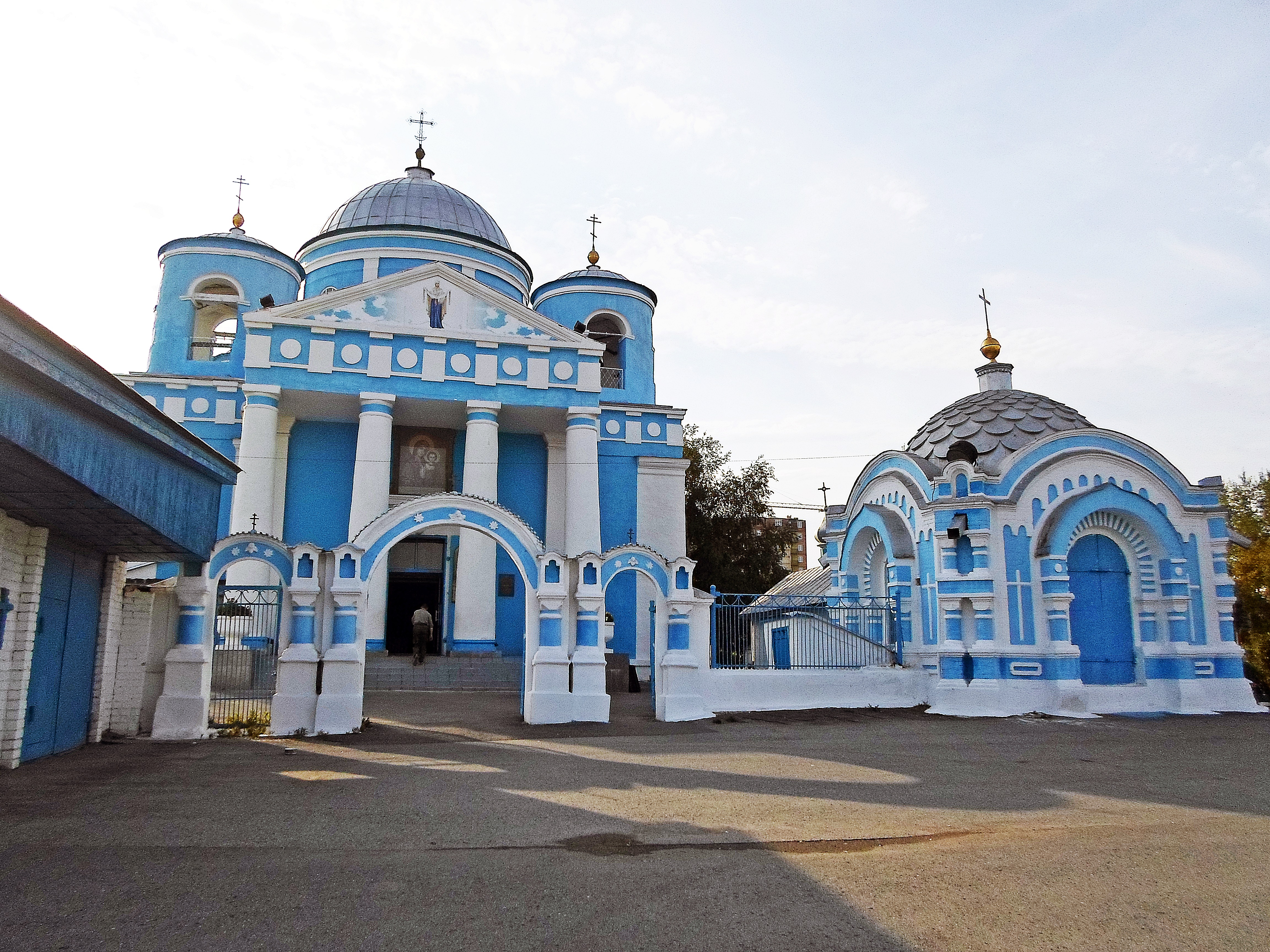
Казанский собор

Казанский собор (1832), здание бывшей синагоги (1907), здание бывшей женской гимназии (осн. в 1912, ныне педагогический колледж), бывший Дом общественного собрания (ныне Драматический театр), храм-часовня святого праведного Даниила Ачинского и др.
В 10 км от Ачинска — Айдашинская пещера, в 2 км к востоку от Ачинска — Ачинская стоянка.